# بعثة الأمم المتحدة في جمهورية إفريقيا الوسطى
 كانت بعثة الأمم المتحدة في جمهورية إفريقيا الوسطى (بالفرنسية:Mission des Nations Unies en République Centrafricaine أو MINURCA) قوة حفظ سلام تابعة للأمم المتحدة في جمهورية إفريقيا الوسطى. تأسست البعثة المكونة من 1350 جنديًا بموجب قرار مجلس الأمن التابع للأمم المتحدة رقم 1159 في مارس 1998. تم استبدالها في عام 2000 بعد أن أجرت جمهورية إفريقيا الوسطى انتخابات سلمية، مع مكتب دعم بناء السلام التابع للأمم المتحدة المؤلف من المدنيين بالكامل في جمهورية إفريقيا الوسطى (BONUCA).

## التاريخ

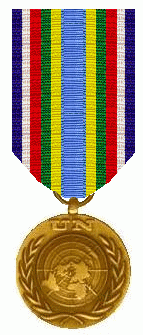
تُمنح الميدالية لقوات حفظ السلام لمدة 90 يومًا من الخدمة المتتالية في بعثة الأمم المتحدة في جمهورية أفريقيا الوسطى

وصل إنجيل فيليكس باتاسيه إلى السلطة في أكتوبر 1993 بعد الانتخابات الوطنية؛ كان أول رئيس منتخب ديمقراطياً لجمهورية أفريقيا الوسطى. ورث حكومة شبه مفلسة وحدثت اضطرابات مدنية بسبب عدم دفع رواتب موظفي الخدمة المدنية. كما لم يتقاضى ضباط الجيش رواتبهم، واتهمه بعضهم بعدم المساواة في المعاملة مع ضباط من مجموعات عرقية مختلفة. حاول ضباط الجيش الساخطون ثلاثة انقلابات عام 1996. كما انتشرت أعمال نهب على نطاق واسع في بانغي ومقاطعات أخرى، وأنشأت الشرطة «فرقة قمع قطاع الطرق»، التي كانت تتمتع بسلطة إعدام المجرمين في اليوم التالي للقبض عليهم.
حاولت القوات الفرنسية التي كانت موجودة في البلاد منذ استقلالها استعادة النظام بناء على طلب الرئيس. في ديسمبر 1996، طلب باتاسيه من رؤساء الغابون وبوركينا فاسو وتشاد ومالي التوسط في هدنة بين الحكومة وقوات المتمردين. في أعقاب عملية الوساطة هذه، تم توقيع اتفاقيات بانغي في يناير 1997 من قبل الحكومة وقوى المعارضة والجماعات الدينية. تم إنشاء قوة حفظ سلام تسمى مهمة المراقبة الإفريقية لاتفاقيات بانغي للإشراف على الاتفاقية. وتألفت من حوالي 800 جندي من بوركينا فاسو وتشاد والغابون ومالي والسنغال وتوغو، إلى جانب الدعم اللوجستي والمالي من فرنسا. وقد رحب مجلس الأمن التابع للأمم المتحدة بهذه الجهود بالقرار 1125 الصادر في أغسطس / آب 1997 والذي سمح بوجود القوة لمدة ثلاثة أشهر.
دعمت القوات الفرنسية بشكل مؤقت قوة حفظ السلام بعد تصاعد العنف في يونيو 1997. لكنهم انسحبوا من البلاد في أكتوبر 1997، وأغلقوا قاعدتهم العسكرية في بوار أيضًا. وقد سمح قرار مجلس الأمن رقم 1136، الذي تم تبنيه في نوفمبر / تشرين الثاني 1997، بموافقة تمديد مهمة المراقبة الإفريقية لاتفاقيات بانغي لمدة ثلاثة أشهر أخرى. دفع انسحاب القوات الفرنسية وخططها لوقف الدعم اللوجستي بحلول أبريل 1998 مجلس الأمن إلى اعتماد قرار مجلس الأمن 1159 في مارس 1998 الذي وافق على إنشاء بعثة الأمم المتحدة في جمهورية أفريقيا الوسطى بحلول 15 أبريل 1998 لتتولى المهمة من مهمة المراقبة الإفريقية لاتفاقيات بانغي.

## أنشطة
تم تجميع قوة حفظ السلام، التي كان قوامها 1350، بحلول 15 أبريل 1998 وضمت جنودًا من بنين وبوركينا فاسو والكاميرون وكندا وتشاد وساحل العاج ومصر وفرنسا والغابون ومالي والبرتغال والسنغال وتوغو وتونس. وبالإضافة إلى العسكريين كان للقوة 24 من أفراد الشرطة المدنية والموظفين المدنيين. وقد لعبت قوة حفظ السلام دوراً فعالاً في إجراء الانتخابات التشريعية في أواخر عام 1998 والانتخابات الرئاسية في سبتمبر 1999. على الرغم من عدم ذكر نزع السلاح صراحة في تفويضها، واصلت البعثة سياسة مهمة المراقبة الإفريقية لاتفاقيات بانغي في تخزين الأسلحة التي تم جمعها من المنشقين والتخلص منها. قرار مجلس الأمن رقم 1271، الذي تم تبنيه في أكتوبر 1999، ومدد ولاية البعثة حتى 15 فبراير 2000.
بعثة مدنية يرأسها ممثل الأمين العام، تسمى مكتب الأمم المتحدة لدعم بناء السلام في جمهورية أفريقيا الوسطى. تولى المنصب من بعثة الأمم المتحدة في جمهورية أفريقيا الوسطى في 15 شباط / فبراير 2000. وبلغ مجموع النفقات التي تكبدتها بعثة الأمم المتحدة في جمهورية أفريقيا الوسطى 101.3 مليون دولار.